# Bret Hedican
Bret Michael Hedican, född 10 augusti 1970 i Saint Paul, Minnesota, är en amerikansk före detta professionell ishockeyspelare. Hedican spelade i NHL med St. Louis Blues, Vancouver Canucks, Florida Panthers, Carolina Hurricanes och Anaheim Ducks åren 1991–2009. Han representerade det amerikanska landslaget i två olympiska spel, 1992 i Albertville och 2006 i Turin.
Hedican vann Stanley Cup säsongen 2005–06 med Carolina Hurricanes.

## Karriär
Bret Hedican inledde NHL-karriären med St. Louis Blues säsongen 1991–92 och gjorde ett mål på fyra matcher. Sent under sin tredje säsong med St. Louis Blues, 1993–94, ingick han i en bytesaffär som skickade honom, tillsammans med lagkamraterna Jeff Brown och Nathan Lafayette i utbyte mot Petr Nedved, till Vancouver Canucks. I slutspelet 1994 spelade Vancouver Canucks sig ända fram till en sjunde och avgörande match om Stanley Cup mot New York Rangers, en match som klubben dock förlorade. Hedican bidrog med ett mål och sex assists i 1994 års Stanley Cup-slutspel.
Säsongen 1998–99 ingick Hedican i en bytesaffär som skickade honom, tillsammans med bland annat lagkamraten Pavel Bure, till Florida Panthers. Hedican spelade för Panthers fram till och med säsongen 2001–02 då han flyttade till Carolina Hurricanes. I Stanley Cup-slutspelet 2002 nådde Hurricanes ända fram till Stanley Cup-final men förlorade där mot Detroit Red Wings.
Säsongen 2005–06, Hedicans fjortonde i NHL, nådde Carolina Hurricanes för andra gången på fyra år Stanley Cup-final, den här gången mot överraskningslaget Edmonton Oilers. Favorittyngda Hurricanes höll för trycket och vann finalserien med 4-3 i matcher och Hedican fick under sitt tredje finalbesök till slut lyfta den åtråvärda pokalen. På 25 matcher under 2006 års Stanley Cup-slutspel gjorde han två mål och nio assists för totalt 11 poäng.
Hedican spelade med Carolina Hurricanes fram till och med säsongen 2007–08 och avslutade därefter NHL-karriären med en säsong i Anaheim Ducks 2008–09. På sammanlagt 1039 spelade grundseriematcher i NHL gjorde Hedican 55 mål och 239 assists för totalt 294 poäng.

## Privatliv
Bret Hedican är sedan år 2000 gift med den amerikanska olympiska konståkerskan Kristi Yamaguchi. Paret har två döttrar, Keara Kiyomi och Emma Yoshiko, och bor i San Francisco Bay Area.

## Statistik
WCHA = Western Collegiate Hockey Association
| 1988–89    | St. Cloud State Huskies | WCHA       | 28   | 5  | 3   | 8   | 28  | —   | — | —  | —  | —   |
| 1989–90    | St. Cloud State Huskies | WCHA       | 36   | 4  | 17  | 21  | 37  | —   | — | —  | —  | —   |
| 1990–91    | St. Cloud State Huskies | WCHA       | 41   | 18 | 30  | 48  | 52  | —   | — | —  | —  | —   |
| 1991–92    | St. Louis Blues         | NHL        | 4    | 1  | 0   | 1   | 0   | 5   | 0 | 0  | 0  | 0   |
| 1992–93    | Peoria Rivermen         | IHL        | 19   | 0  | 8   | 9   | 10  | —   | — | —  | —  | —   |
| 1992–93    | St. Louis Blues         | NHL        | 42   | 0  | 8   | 8   | 30  | 10  | 0 | 0  | 0  | 14  |
| 1993–94    | St. Louis Blues         | NHL        | 61   | 0  | 11  | 11  | 64  | —   | — | —  | —  | —   |
|            | Vancouver Canucks       | NHL        | 8    | 0  | 1   | 1   | 0   | 24  | 1 | 6  | 7  | 16  |
| 1994–95    | Vancouver Canucks       | NHL        | 45   | 2  | 11  | 13  | 34  | 11  | 0 | 2  | 2  | 6   |
| 1995–96    | Vancouver Canucks       | NHL        | 77   | 6  | 23  | 29  | 83  | 6   | 0 | 1  | 1  | 10  |
| 1996–97    | Vancouver Canucks       | NHL        | 67   | 4  | 15  | 19  | 51  | —   | — | —  | —  | —   |
| 1997–98    | Vancouver Canucks       | NHL        | 71   | 3  | 24  | 27  | 79  | —   | — | —  | —  | —   |
| 1998–99    | Vancouver Canucks       | NHL        | 42   | 2  | 11  | 13  | 34  | —   | — | —  | —  | —   |
|            | Florida Panthers        | NHL        | 25   | 3  | 7   | 10  | 17  | —   | — | —  | —  | —   |
| 1999–00    | Florida Panthers        | NHL        | 76   | 6  | 19  | 25  | 68  | 4   | 0 | 0  | 0  | 0   |
| 2000–01    | Florida Panthers        | NHL        | 70   | 5  | 15  | 20  | 72  | —   | — | —  | —  | —   |
| 2001–02    | Florida Panthers        | NHL        | 31   | 3  | 7   | 10  | 12  | —   | — | —  | —  | —   |
|            | Carolina Hurricanes     | NHL        | 26   | 2  | 4   | 6   | 10  | 23  | 1 | 4  | 5  | 20  |
| 2002–03    | Carolina Hurricanes     | NHL        | 72   | 3  | 14  | 17  | 75  | —   | — | —  | —  | —   |
| 2003–04    | Carolina Hurricanes     | NHL        | 81   | 7  | 17  | 24  | 64  | —   | — | —  | —  | —   |
| 2005–06    | Carolina Hurricanes     | NHL        | 74   | 5  | 22  | 27  | 58  | 25  | 2 | 9  | 11 | 42  |
| 2006–07    | Carolina Hurricanes     | NHL        | 50   | 0  | 10  | 10  | 36  | —   | — | —  | —  | —   |
| 2007–08    | Carolina Hurricanes     | NHL        | 66   | 2  | 15  | 17  | 70  | —   | — | —  | —  | —   |
| 2008–09    | Anaheim Ducks           | NHL        | 51   | 1  | 5   | 6   | 36  | —   | — | —  | —  | —   |
| NHL totalt | NHL totalt              | NHL totalt | 1039 | 55 | 239 | 294 | 893 | 108 | 4 | 22 | 26 | 108 |

## Meriter
- Stanley Cup – 2005–06 med Carolina Hurricanes.